# 岩沢 (村上市)
岩沢（いわさわ）は新潟県村上市の地名。郵便番号は958-0251。

## 地理
村上市の地理的中西部にあたり、村上市の中心街から見て北東に位置する。三面川の北岸にあたる。北で中原、東で布部、南東で中新保、南で上中島・下新保、南西で十川、西で鵜渡路、北西で上野・川端・猿沢と接する。ほぼ旧朝日村の中心にあり、村上市役所朝日支所が置かれている。

## 世帯数と人口
2018年（平成30年）3月1日現在の世帯数と人口は以下の通りである。
| 大字 | 世帯数  | 人口  |
| ---- | ------- | ----- |
| 岩沢 | 152世帯 | 477人 |

## 小・中学校の学区
市立小・中学校に通う場合、学区は以下の通りとなる。
| 番地 | 小学校                   | 中学校             |
| ---- | ------------------------ | ------------------ |
| 全域 | 村上市立朝日みどり小学校 | 村上市立朝日中学校 |

## 交通

### バス
朝日支所前（村上駅行）と（高根行）（大須戸行）の両方のバス停が設置されている。新潟交通観光バスにより運営されている。

### 道路
- 日本海東北自動車道
- 新潟県道205号高根村上線
- 新潟県道208号小揚猿沢線

## 施設
- 村上市役所朝日支所
- 朝日総合体育館
- 朝日中学校
- 岩沢駐在所
- 朝日図書館
- 多目的グラウンド
- 老人ホーム羽衣園
- 朝日郵便局